# Nachikatsuura
Nachikatsuura (Japans: 那智勝浦町; -cho) is een gemeente in het District Higashimuro van de prefectuur Wakayama.
In 2003 had de gemeente 18.795 inwoners en een bevolkingsdichtheid van 102,45 inw./km². De oppervlakte van de gemeente bedraagt 183,45 km².